# Jezioro Maltańskie

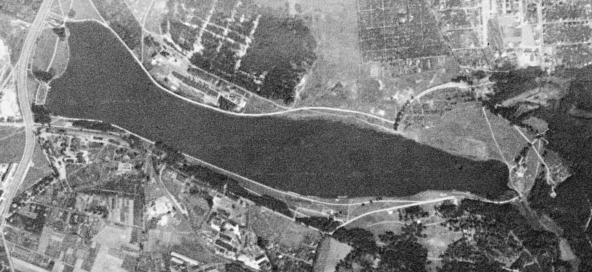
Jezioro Malta i okolice sfotografowane przez amerykańskiego satelitę wywiadowczego KH-4A 1023, 23 sierpnia 1965 r. Widoczny brak zabudowań na południu jeziora, a także torów kajakarskich i infrastruktury sportowej.

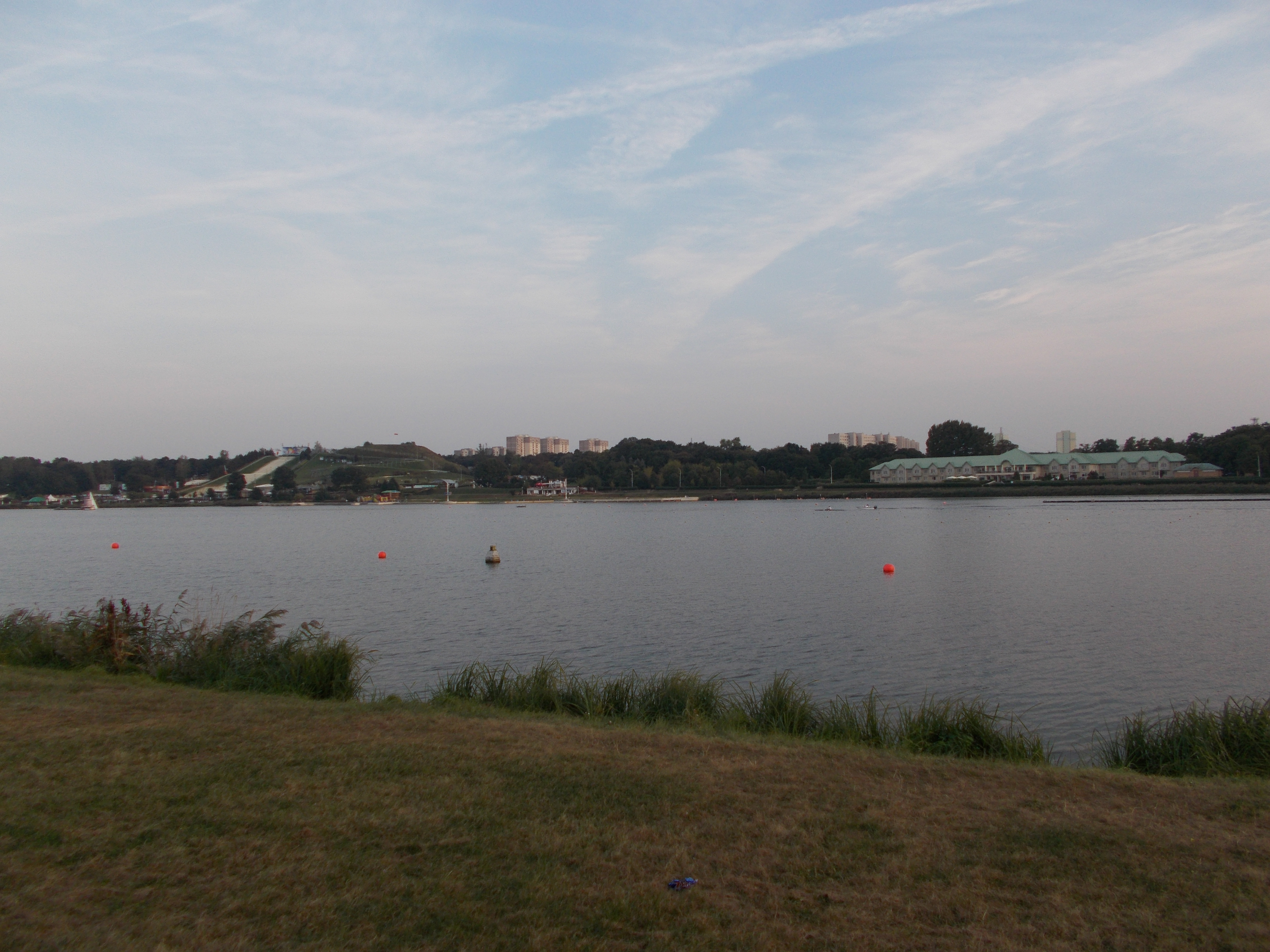
Jezioro Maltańskie i hotel HP Park Poznań na południowym brzegu

Jezioro Maltańskie, nazywane też Zbiornikiem Maltańskim – sztuczny zbiornik wodny położony w Poznaniu na Malcie na prawym brzegu Warty, powstały w wyniku spiętrzenia Cybiny. Został oddany do użytku w 1952 roku. Zbiornik zajmuje maksymalnie obszar 67,5 ha (zależy od stopnia spiętrzenia) zaś jego długość to około 2,2 km (obwód 5,6 km), co czyni go największym sztucznym zbiornikiem wodnym, a drugim co do wielkości jeziorem miasta w ogóle (po Jeziorze Kierskim). Średnia głębokość to nieco ponad 3,13 m, a maksymalna to około 5 m.

## Historia
Swoją nazwę jezioro wzięło od Zakonu Kawalerów Maltańskich. Wprowadzono ją urzędowo w 1974. Jezioro zajmuje grunty należące niegdyś do kościoła św. Jana Jerozolimskiego za murami, przy którym mieściła się komandoria tegoż zakonu. W latach 80. XX w. jezioro i otoczenie zostały gruntownie zmodernizowane według projektu Klemensa Mikuły. Obecnie jest intensywnie wykorzystywane do uprawiania sportów wodnych.
W okresie zaboru pruskiego tereny maltańskie były najbardziej popularnym miejscem rekreacji polskiej ludności Poznania. Na prawym brzegu Warty Niemcy praktycznie się nie osiedlali, a do tego było tu dużo pamiątek piastowskiej historii miasta oraz czasów I Rzeczypospolitej, w tym pobliski Ostrów Tumski z Katedrą. Wypoczywających przyciągała też urozmaicona krajobrazowo dolina Cybiny (w miejscu obecnego jeziora), łąki pełne urozmaiconych kwiatów na bukiety, piaszczyste wzgórza, stare cmentarze (np. świętojański), ogródki rozrywkowe oraz stawy i młyny. Silne związki polskiej młodzieży z Maltą oraz sytuacja polityczna w końcu I wojny światowej spowodowały, że powstał zamysł stworzenia w tym miejscu parku kultury. Inicjatorem tych działań był ksiądz Stanisław Łukomski. 15 września 1917 powstał Komitet Budowy Parku Narodowego przekształcony z wcześniejszego Funduszu na cele społeczne młodzieży.
W marcu 1919 Adam Ballenstaedt przygotował projekt Parku Narodowego o powierzchni 25 hektarów. Miało to być założenie regularne, oparte na 700-metrowej, głównej osi kompozycyjnej, wzdłuż której rozmieszczone miały być symetrycznie, w pasie o szerokości 260 metrów, boiska, hale sportowe, łazienki rzeczne, teatry i domy wypoczynkowe. Mimo że projekt Ballenstaedta był prekursorski w skali polskiej, to nigdy nie wyszedł poza fazę planowania – zrealizowano jedynie częściowo Kopiec Wolności. Niezależnie od tego stanowił punkt wyjścia dla kolejnych pomysłów na zagospodarowanie Malty w kolejnych dziesięcioleciach.
Idea rozwoju terenów maltańskich powróciła w 1930, kiedy to Towarzystwo Miłośników Miasta Poznania zorganizowało konferencję poświęconą rozwojowi zieleni miejskiej. W 1931 rozpisano konkurs na plan rozbudowy miasta Poznania. Koncepcję w tym zakresie nakreślili dyrektor Ogrodów Miejskich, Bogdan Marciniec oraz architekt Władysław Czarnecki. Pierwsze projekty tzw. Parku Wschodniego (118 hektarów) zakładały realizację Parku Narodowego z planów Ballenstaedta w okrojonej wersji. Przewidziano też budowę sztucznego akwenu umożliwiającego w porze latawej wiosłowanie i pływanie, przy czem szerokość przybasenu umożliwić miała urządzanie zawodów pływackich. W porze zimowej staw umożliwić miał uprawianie łyżwiarstwa, a skłony terenowe – sportów saneczkowych. Z około 1932 pochodzi klinowa koncepcja urządzenia zieleni poznańskiej autorstwa Czarneckiego. Zawarte w niej postulaty dotyczące Malty zostały jednak odsunięte w czasie, najpierw z uwagi na wielki kryzys, a potem napaść Niemiec na Polskę.
Niemieckie władze okupacyjne kontynuowały prace rozpoczęte przez Polaków, częściowo na podstawie wcześniejszych planów, przy czym nie przejmowały się skomplikowanymi stosunkami własnościowymi w obrębie doliny Cybiny oraz wykorzystywały darmową pracę więźniów narodowości polskiej i żydowskiej, częściowo z obozów pracy przymusowej.
Po drugiej wojnie światowej, od 1947, kontynuowano prace budowlane z wykorzystaniem również pracy młodzieży z tak zwanych hufców Służby Polsce. Powstałe w ten sposób Jezioro Maltańskie oddano uroczyście do użytku w 1952 (budową do 1950 kierował Jan Deskur).
Obiekt od razu znalazł uznanie wśród mieszkańców Poznania (bliskość centrum), jak i międzynarodowej społeczności wioślarskiej. Pierwsze międzynarodowe zawody odbyły się na nim już w 1952, z okazji Festiwalu Młodzieży i Studentów. W kolejnych latach rozgrywano tutaj mistrzostwa Europy w kajakarstwie i wioślarstwie, a także motorowodne mistrzostwa świata. Do 1979 akwen stanowił polskie centrum sportów wodnych. Od strony północnej urządzano wystawy wodnego i rekreacyjnego w ramach Międzynarodowych Targów Poznańskich.
Z biegłem lat jezioro traciło swoje walory, wypłycało się i przestało spełniać wymogi krajowe oraz międzynarodowe dla rozgrywania regat. Woda stawała się coraz bardziej zanieczyszczona, ponieważ lokalne zakłady spuszczały do niego ścieki, także poprzez Cybinę. W 1979 wydano decyzję o spuszczeniu wody z niecki, do czego doszło w 1980.
W 1981 powstał Komitet Odbudowy Malty, na którego czele stanął prezydent Andrzej Wituski. Koncepcje rewitalizacyjne rozpoczęto opracowywać od 1982. Renowacja zaczęła się od wykonania korytarza obiegowego stopni wodnych na poszurze jazu maltańskiego i przełożenia koryta Cybiny poza tor regatowy, na obrzeże czaszy jeziornej. Od 1983 do 1987 pogłębiano nieckę, z której wydobyto ponad milion m³ ziemi, którą w części zrekultywowano wysypisko śmieci, a częściowo (650.000 m³) obudowano obrzeża jeziora, a także wykonano podstawę Kopca Wolności i stoku narciarskiego.
Kolejnym bodźcem do rewitalizacji akwenu była propozycja zorganizowania w Poznaniu Mistrzostw Świata w Kajakarstwie w 1990. W latach 1987–1990 wykonano tor regatowy z systemem Albano wraz z obiektami kubaturowymi i infrastrukturą. Głównym inicjatorem odbudowy jeziora i stworzenia światowej klasy toru regatowego był prezydent Andrzej Wituski, wspomagany m.in. przez Jerzego Smorawińskiego i Andrzeja Kraśnickiego. Przemieszczono wtedy około miliona metrów sześciennych ziemi i zbudowano obiekty sportowe projektu Klemensa Mikuły. Mistrzostwa otworzył ówczesny prezes Polskiego Komitetu Olimpijskiego Aleksander Kwaśniewski, który wspomógł projekt, przekazując na spłatę długów 13 miliardów ówczesnych złotych. Mistrzostwa, mimo że roboty były kończone na ostatnią chwilę, zyskały wysoką ocenę sportowców i organizatorów.
W 2006 POSiR zlecił pracowni Ultra Architects zaprojektowanie kawiarni zlokalizowanej w pobliżu mostu na Cybinie i mety toru regatowego. Obiekt zaprojektowano w formie żółtej łodzi podwodnej wyłaniającej się ze zbocza. Pod ziemnym przekryciem obsianym trawą znajdować się miał pawilon o zróżnicowanych funkcjach. Dach stanowić miał rodzaj mostu nad tarasem kawiarni. Całość koncepcji dopełniał niewielki amfiteatr. W 2008 wybuchł kryzys gospodarczy i inwestycji nie zrealizowano.

## Czyszczenie niecki

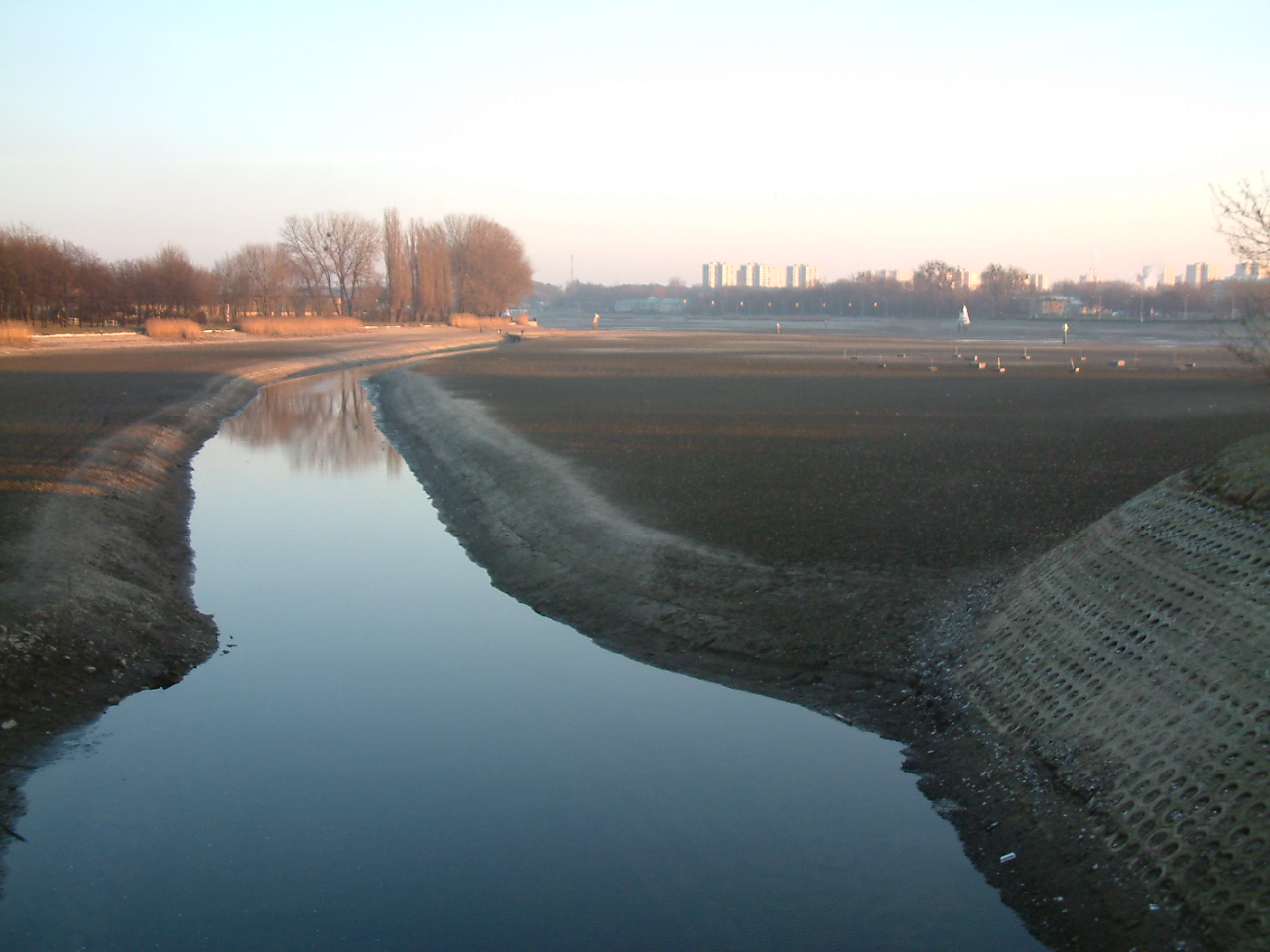
Dno Jeziora Maltańskiego podczas oczyszczania zimą 2004/2005. Widoczna Cybina

Co cztery lata, z jeziora jest spuszczana woda. Wykonuje się to, aby dokonać odmulenia i oczyszczenia dna oraz uporządkować brzegi. Przy okazji demontowana jest fontanna i odławiane są ryby. W 2008 roku wyłowiono 30 ton ryb różnych gatunków.
Od listopada 2020 do marca 2021 odbyło się kolejne sprzątanie niecki jeziora wraz z konserwacją urządzeń nadbrzeżnych, co poprzedziło spuszczenie wody.

## Przyroda
Pod względem klasyfikacji rybackiej jezioro należy do małych, płytkich, nizinnych zbiorników retencyjnych typu ciepłego. Według rozporządzenia wojewody poznańskiego nr 4/94 z 16 listopada 1994 w sprawie podziału wód na obwody rybackie, zakwalifikowano go (wraz z częścią Cybiny) jako samodzielny obwód rybacki nr 63. Ichtiofauna jeziora kształtowana była głównie poprzez zarybienia oraz spław ryb z położonego wyżej jeziora Swarzędzkiego, które należy do akwenów sandaczowych. Zagrożenie dla tutejszych ryb stanowiły głównie ścieki, a także ptaki zalatujące z pobliskiego Nowego Zoo (liguloza, choroba pasożytnicza ryb wywołana przez larwy rzemieńca). W 1992 stwierdzono w wodach jeziora występowanie dwudziestu gatunków ryb, w tym pięć drapieżnych: okoń, sandacz, szczupak, węgorz i jazgarz. Poza tym występowały tu karp, karaś, karaś srebrzysty, lin, leszcz, płoć, wzdręga i ukleja. W 1993 introdukowano tu suma europejskiego i krzyżówkę jesiotra.
Unikalny charakter akwenu polega na tym, że jest on jednym z nielicznych w Polsce, który był na przestrzeni trzydziestu lat pięciokrotnie całkowicie odwadniany i każdorazowo dokonywano w nim szczegółowego pomiaru biomasy.
W jeziorze znajdowało się (2011) jedno z sześciu w Polsce stanowisk zielenicy, błonicy oszczepowatej (Ulva flexuosa subsp. pilifera). Było ono czwartą znaną lokalizacją występowania tego gatunku w wodach słodkich Polski (2009).

## Obiekty na brzegach i tafli jeziora

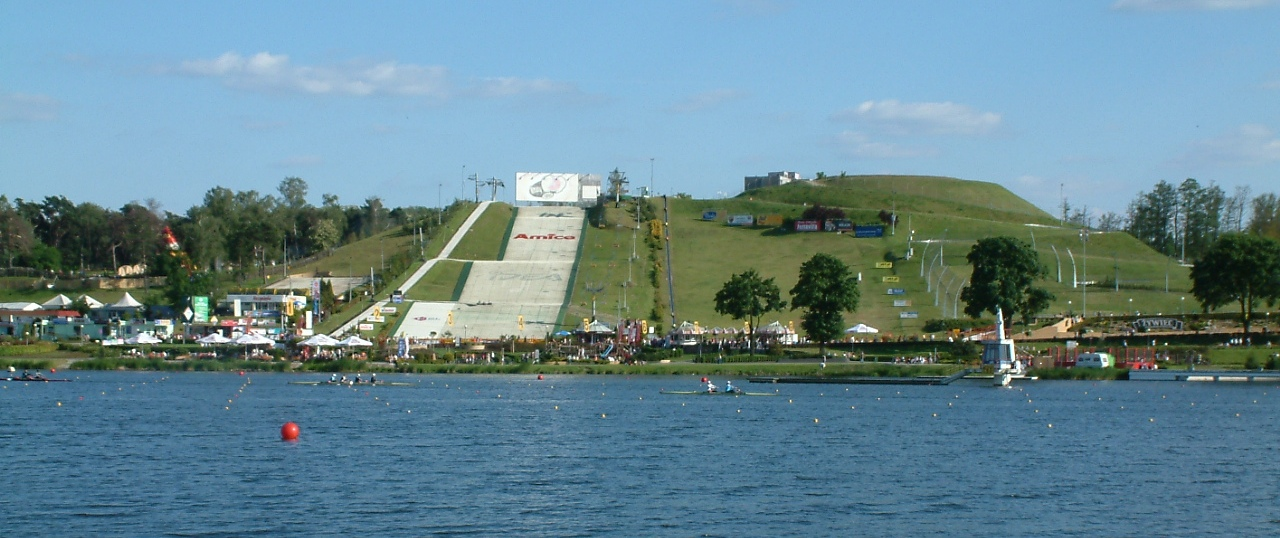
Kopiec Wolności i całoroczny stok narciarski Malta Ski

Na brzegach i tafli jeziora znajdują się następujące obiekty, w tym rekreacyjne:

- Kopiec Wolności,
- pomnik upamiętniający harcerzy wielkopolskich poległych w walce o niepodległość w latach 1918–1920,
- Biała Góra,
- Tor Regatowy Malta,
- Fontanna na Malcie w Poznaniu,
- Termy Maltańskie,
- całoroczny stok narciarski „Malta Ski”,
- Nowe ZOO w Poznaniu,
- Kolej Parkowa Maltanka,
- kościół św. Jana Jerozolimskiego,
- sztuczne lodowisko (działające od listopada do marca)[18],
- pomnik SS Poznań,
- Śluza Cybińska,
- zjazd rynnowy,
- Poznański Węzeł Rowerowy,
- Ogród Czasu

## Imprezy rozegrane na Torze Regatowym Malta i nad Maltą
- 48. Mistrzostwa Europy w Wioślarstwie 1958
- 6. Mistrzostwa Europy w Kajakarstwie 1961
- 23. Mistrzostwa Świata w Kajakarstwie 1990
- 31. Mistrzostwa Świata w Kajakarstwie 2001
- 39. Mistrzostwa Świata w Wioślarstwie 2009
- Mistrzostwa Europy w Kajakarstwie juniorów 2009
- 38. Mistrzostwa Świata w Kajakarstwie 2010
- 10. Mistrzostwa Świata w Kajak-Polo 2012
- 11. Mistrzostwa Świata Bezdomnych w Piłce Nożnej 2013
- Mistrzostwa Europy w Kajak-Polo 2013
- Mistrzostwa Świata w Smoczych Łodziach 2014
- Mistrzostwa Europy w Wioślarstwie 2015
- Mistrzostwa Świata U23 w Wioślarstwie 2018[19]